# San Jerónimo penitente
San Jerónimo penitente es un tema artístico relativamente frecuente en el arte cristiano. La escena se suele aprovechar para demostrar la capacidad del pintor para el paisaje y la anatomía, representando a San Jerónimo parcialmente desnudo, con el ropaje desordenado, habitualmente en el trance de lastimarse a sí mismo con una piedra. Cuando no es así, se le representa en posición orante (arrodillado) o en otra que exprese las penitencias y meditaciones a que se entregó mientras llevaba vida de anacoreta retirado en el desierto.
Entre los elementos iconográficos que permiten la identificación del santo están el crucifijo y la calavera (indicativos de su condición ascética y el asunto de sus meditaciones -entronca con el tema Vanitas-), el león (al que habría librado de una espina en su pata, según la Leyenda Áurea -posiblemente se trata de una confusión de Jacopo da Vorágine, atribuyendo a Jerónimo lo que se decía de San Gerásimo-), las vestiduras eclesiásticas de color rojo, incluyendo el tocado (por su condición cardenalicia) y un libro (La Vulgata o traducción latina de la Biblia, que fue obra suya).
Otros temas confluyentes, que pueden o no representarse de forma equivalente, son el de "San Jerónimo en el desierto", y el de "San Jerónimo en su estudio", "en su gabinete", "escribiendo, "en oración" o "meditando"  ("meditaciones de San Jerónimo").

## Iconografía

### Pintura
Entre los maestros que lo han representado están, en la pintura bizantina (Escuela cretense) Angelos Bizamanos;

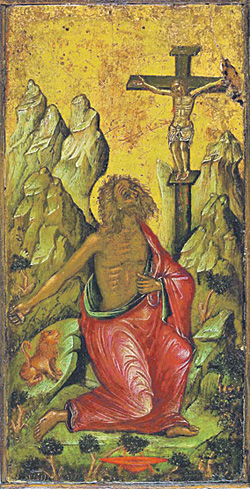
Icono de Angelos Bizamanos, comienzos del siglo XVI.

en el Quattrocento italiano Antonello da Messina, Mantegna, Piero della Francesca, Filippo Lippi, Mantegna, Piero della Francesca, Cosimo Tura o Pinturicchio; 

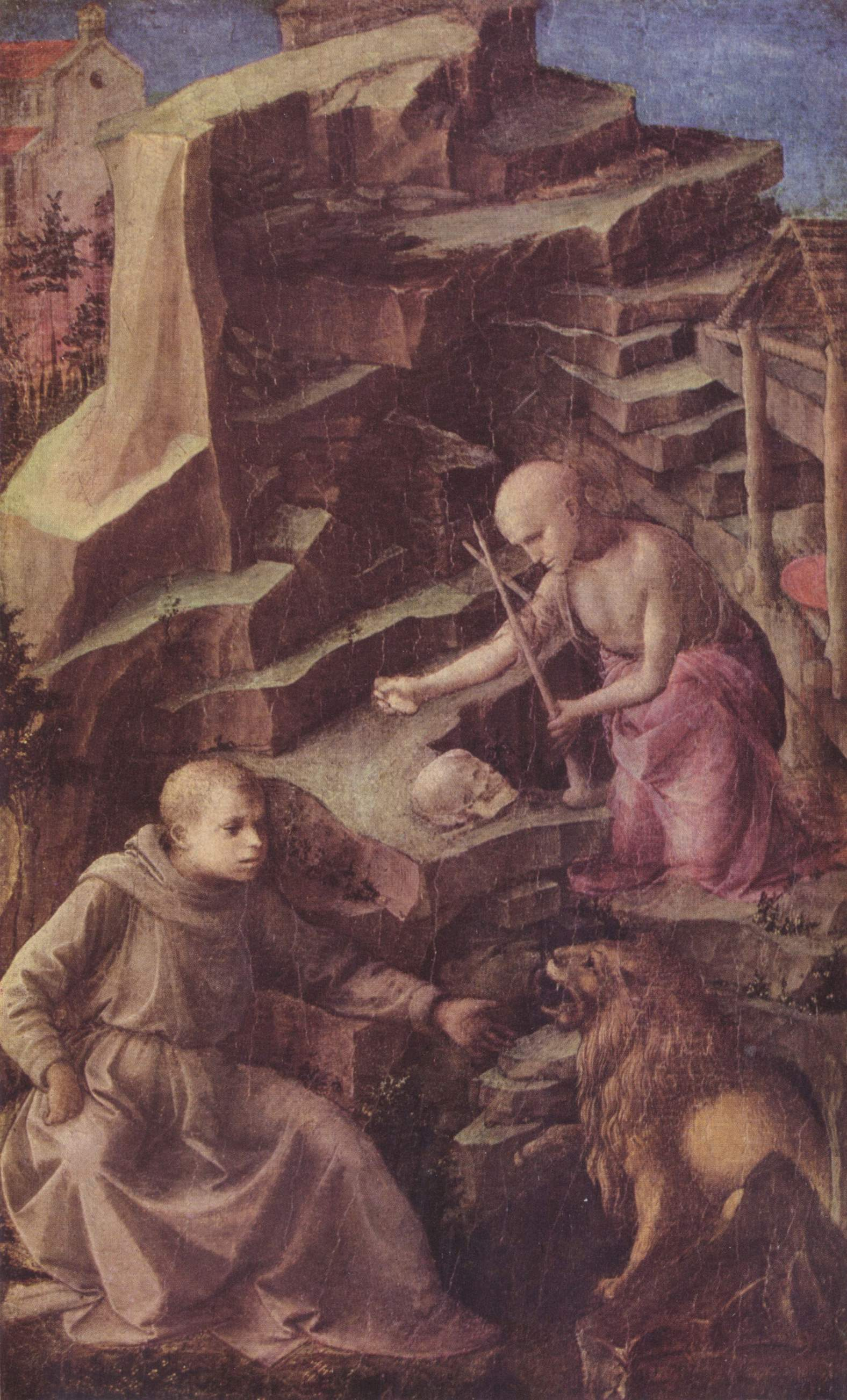
San Jerónimo penitente (Fra Filippo Lippi), ca. 1439.
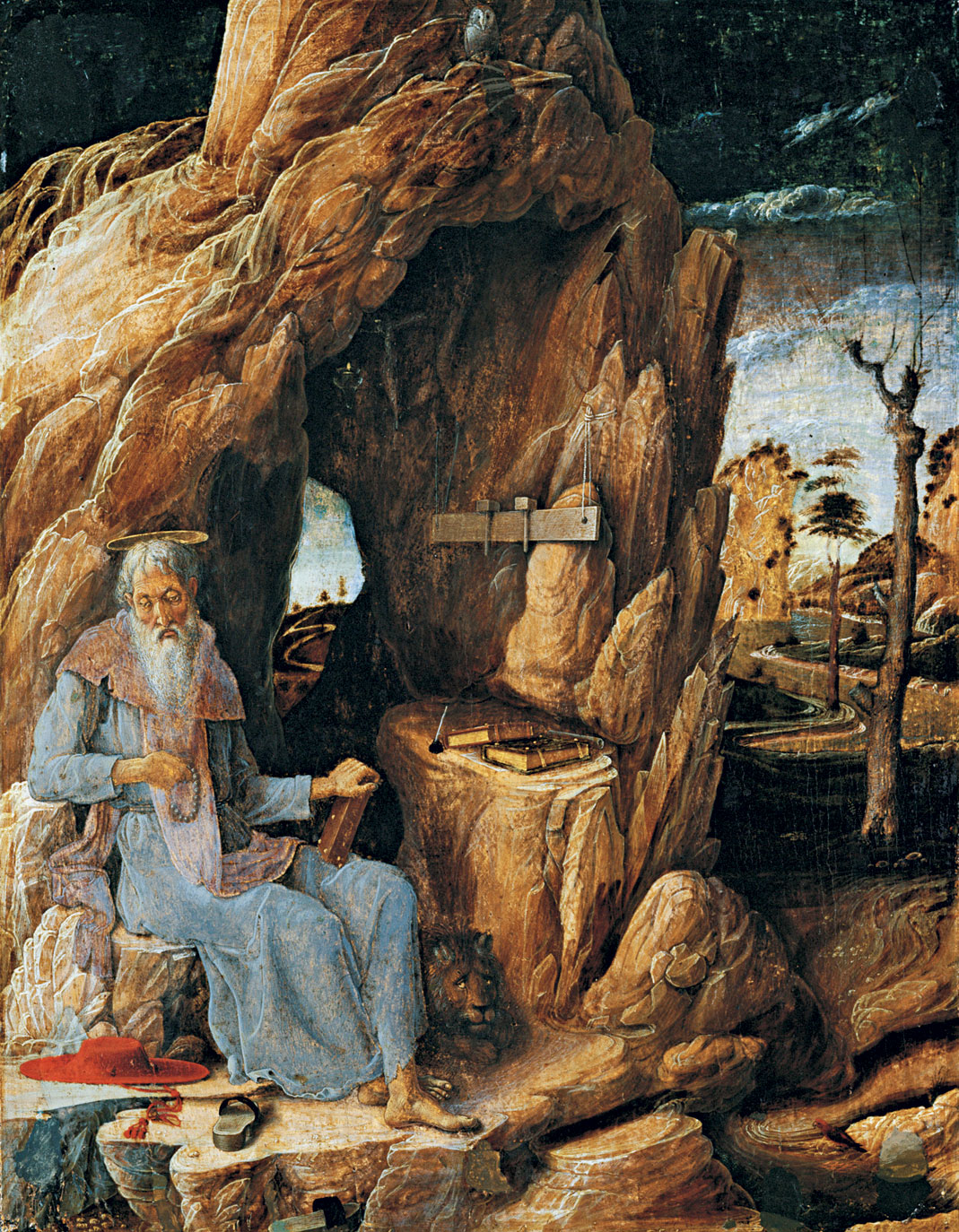
San Jerónimo penitente (Mantegna), ca. 1449-1450.
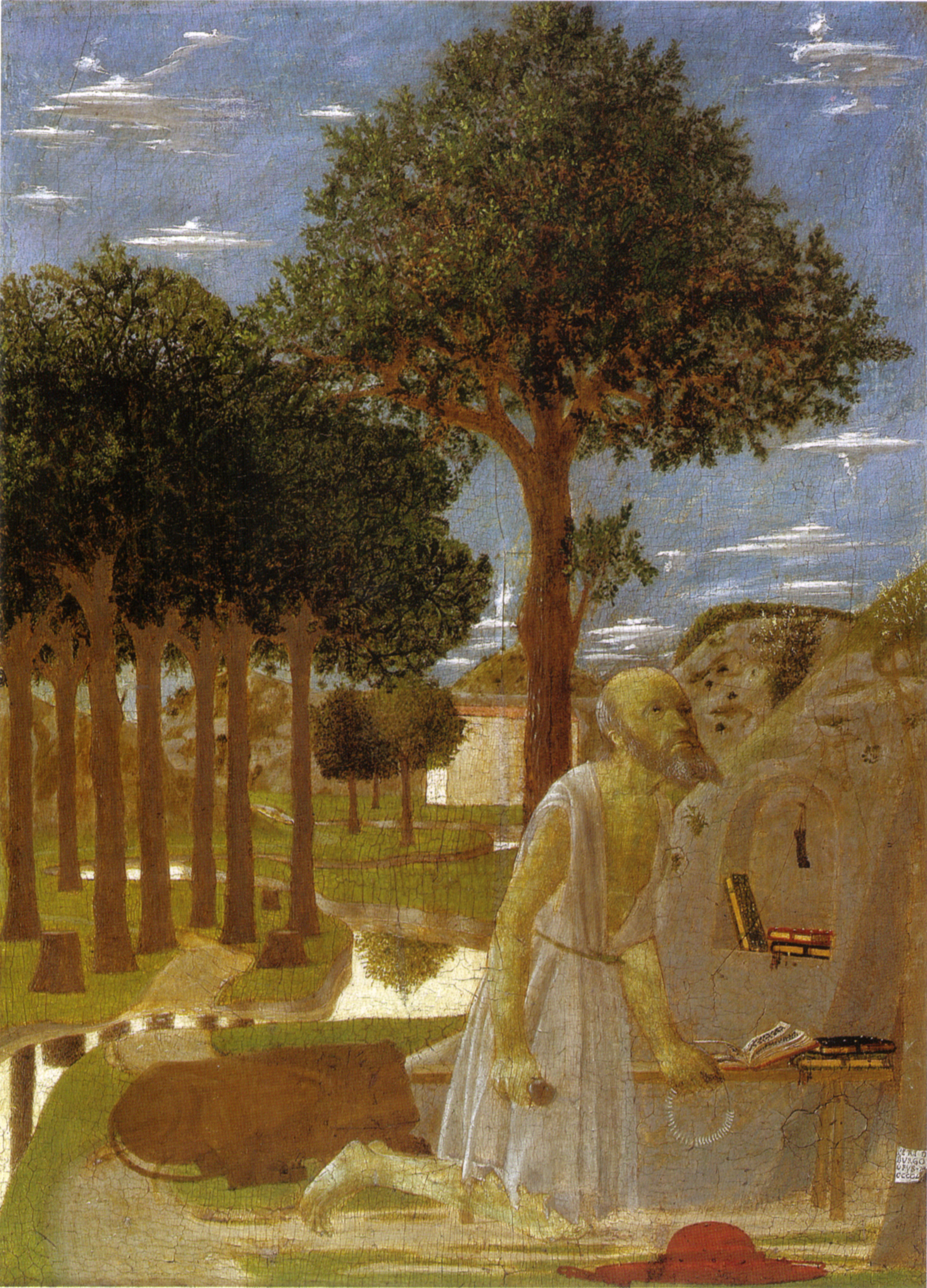
San Jerónimo penitente (Piero della Francesca), ca. 1450.
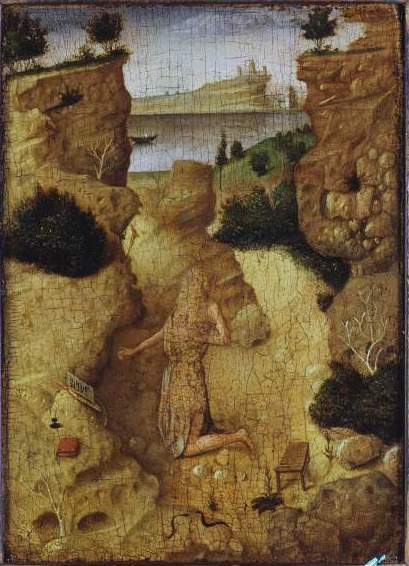
San Jerónimo penitente (Antonello da Messina).
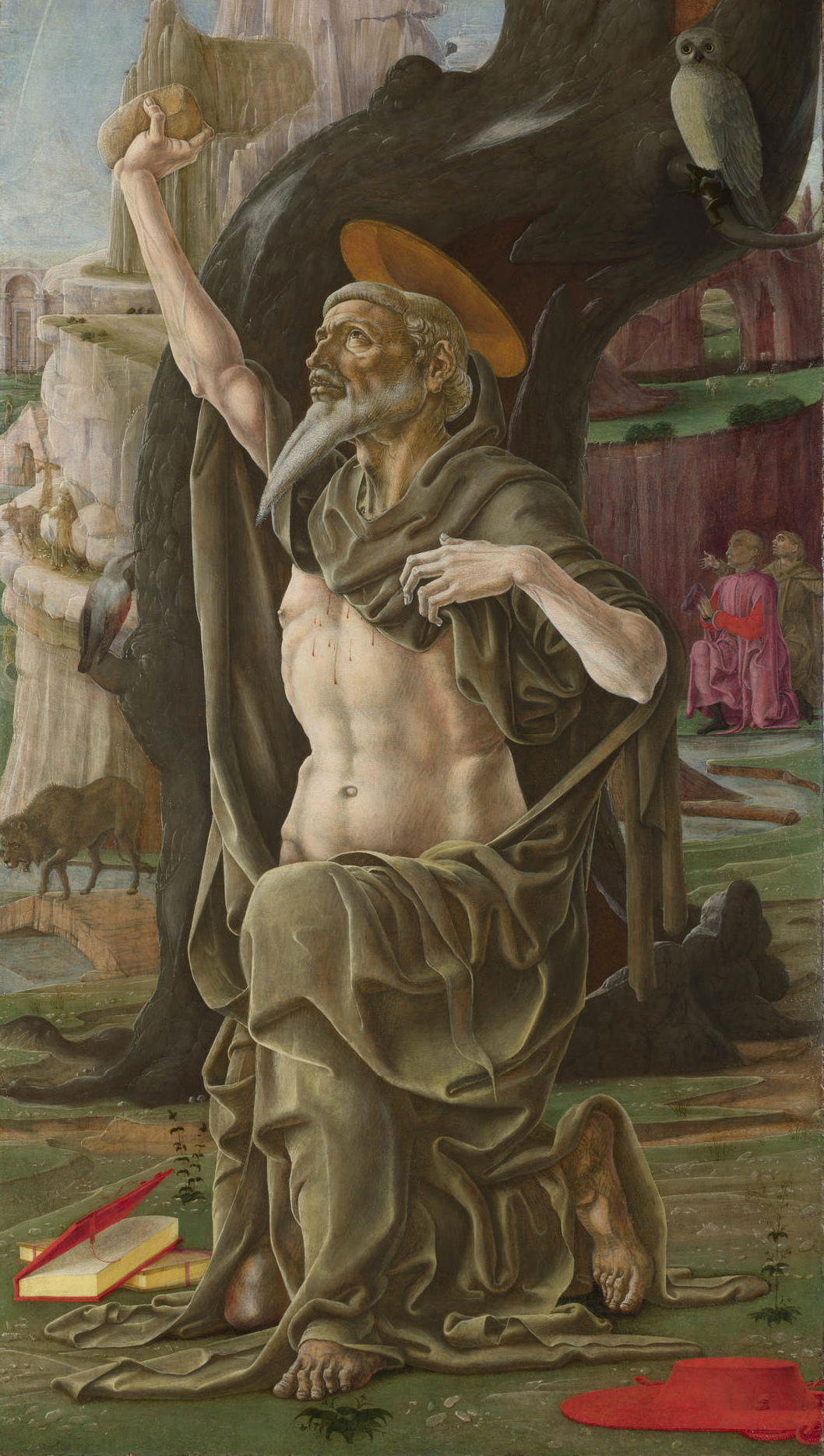
San Jerónimo penitente (Cosimo Tura), ca. 1470.
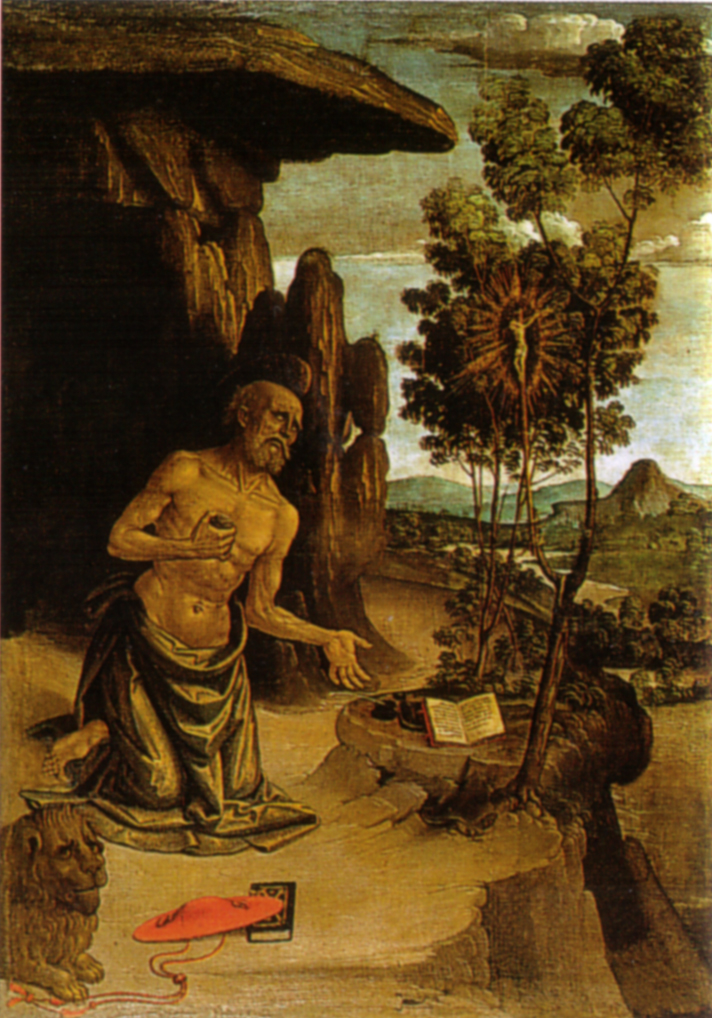
San Jerónimo en el desierto (Pinturicchio),[11] ca. 1475.

otros maestros del Renacimiento pleno y el Manierismo como Leonardo da Vinci, Alberto Durero, Tiziano (en varias ocasiones), Cima da Conegliano (múltiples versiones), Lorenzo Lotto, Vincenzo Foppa o El Greco;

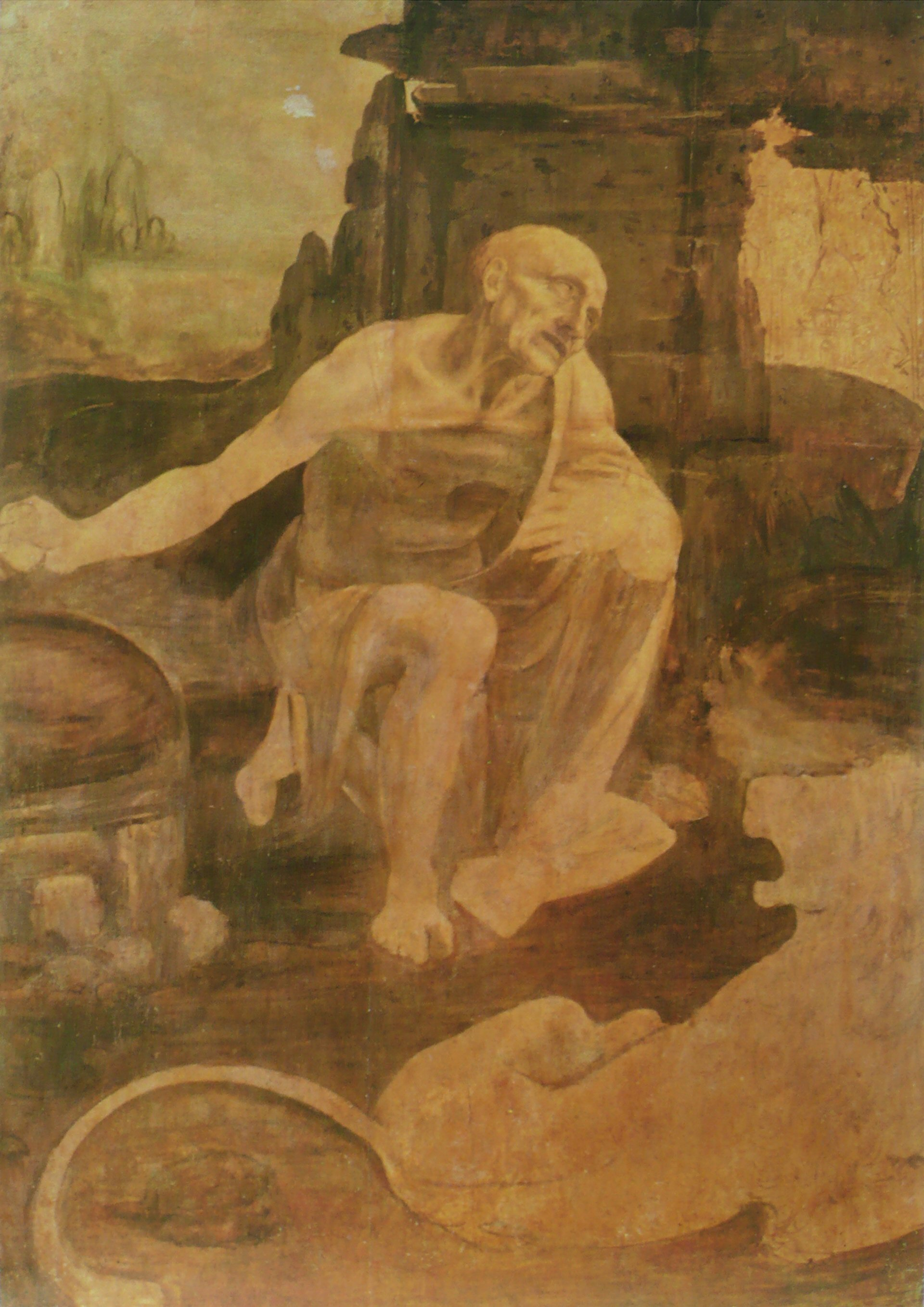
San Jerónimo (Leonardo).
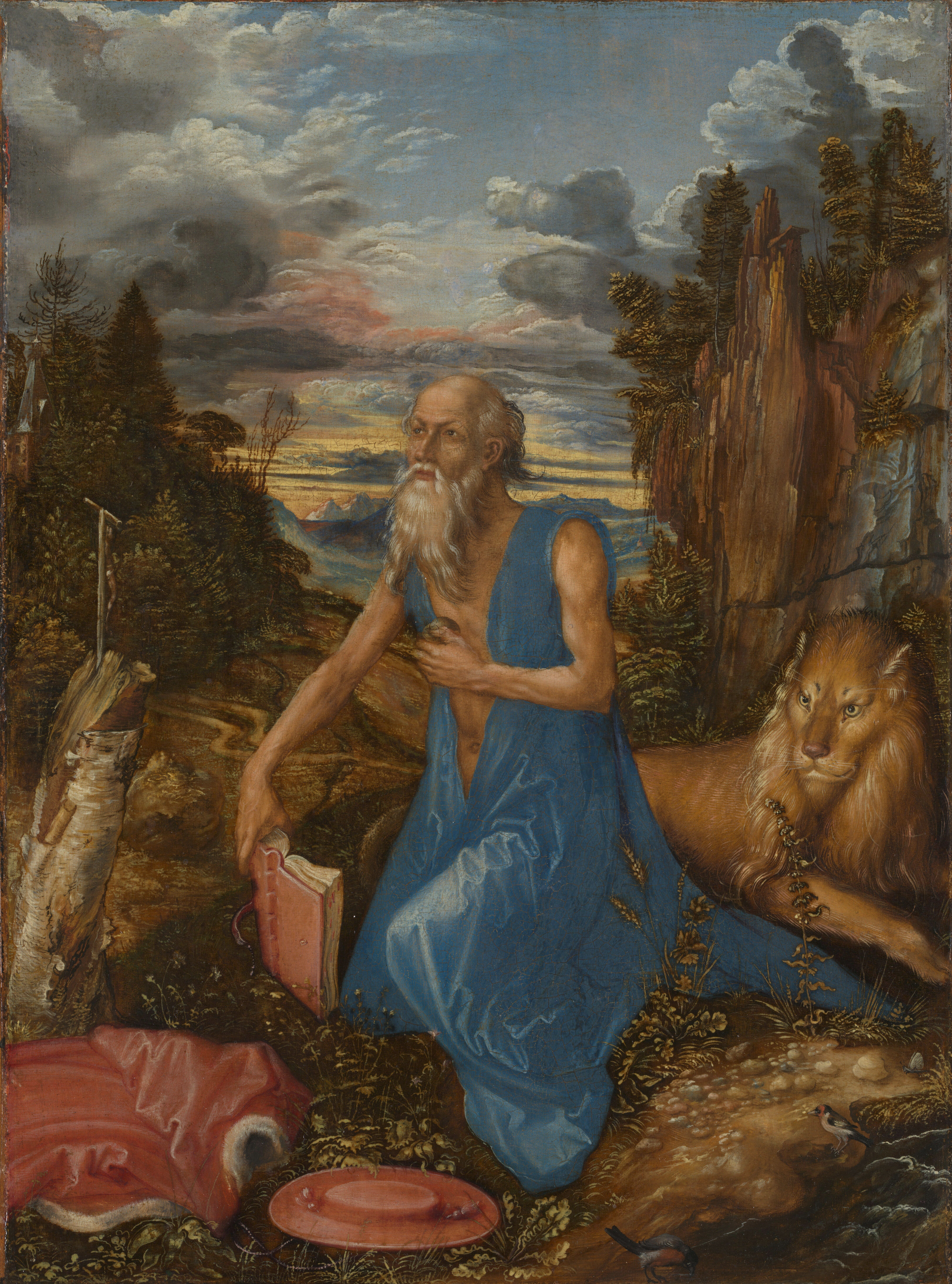
San Jerónimo penitente (Durero), ca. 1496
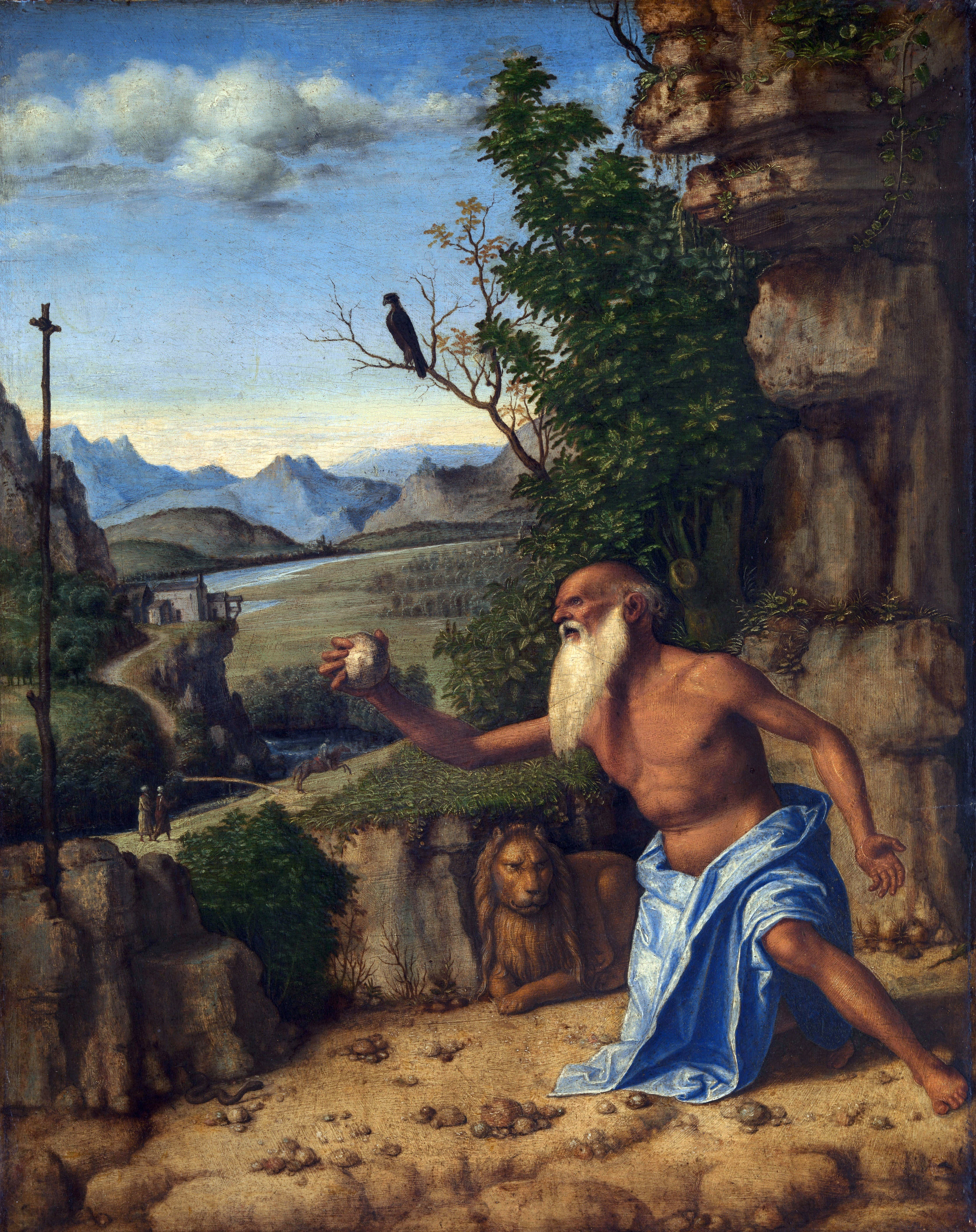
San Jerónimo en el desierto (Cima da Conegliano, Londres),[16] ca. 1500-1510.
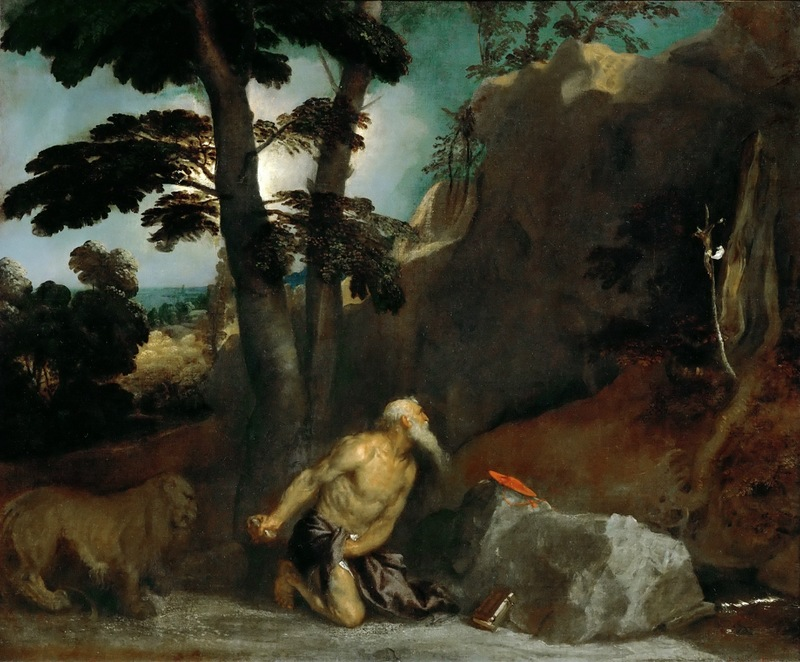
San Jerónimo penitente (Tiziano, Louvre), ca. 1531.
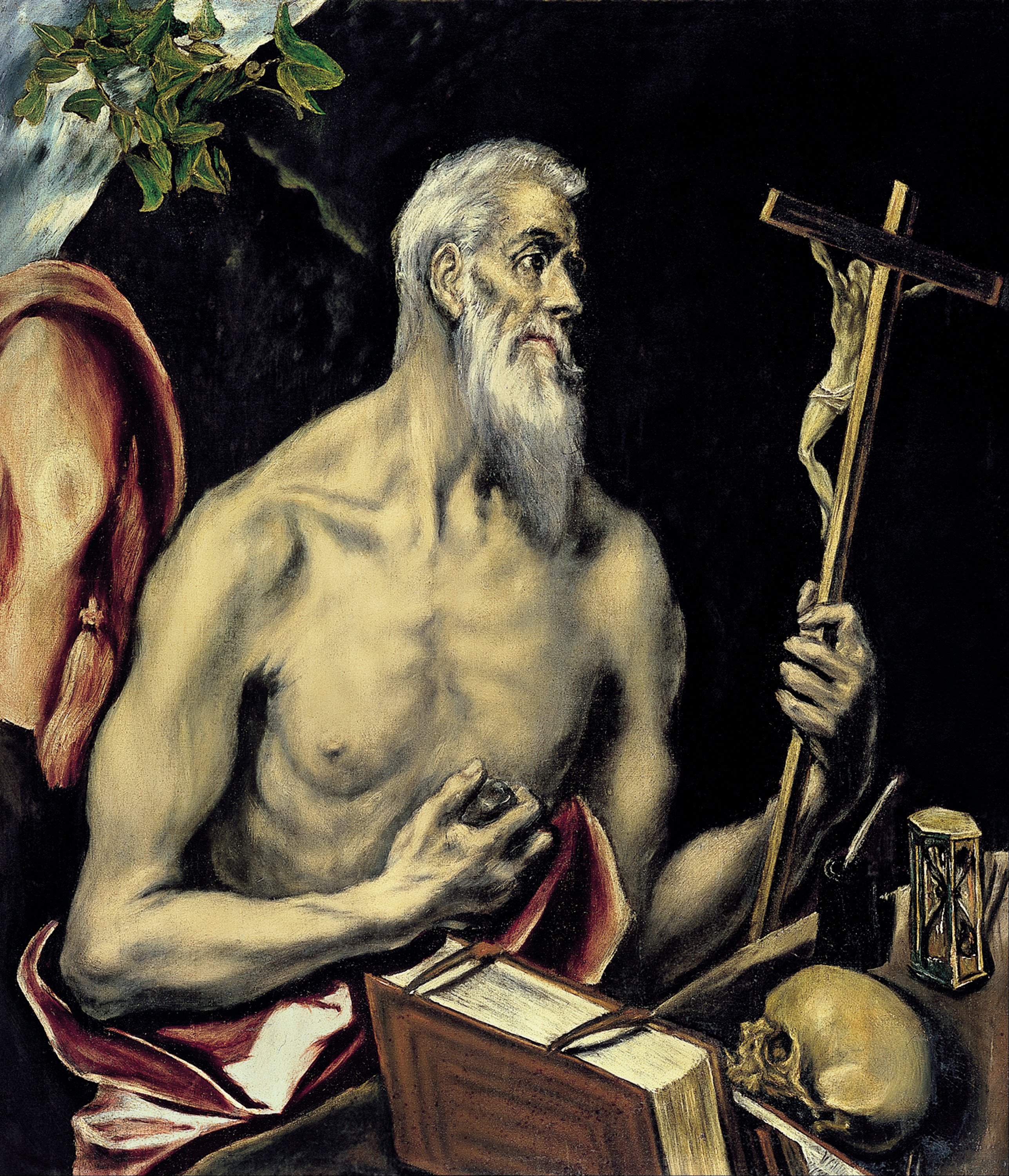
San Jerónimo penitente (El Greco), ca. 1605.

y del Barroco como Caravaggio, José de Ribera (en varias ocasiones), Murillo (en varias ocasiones) o Alonso Cano (varias versiones), etc.

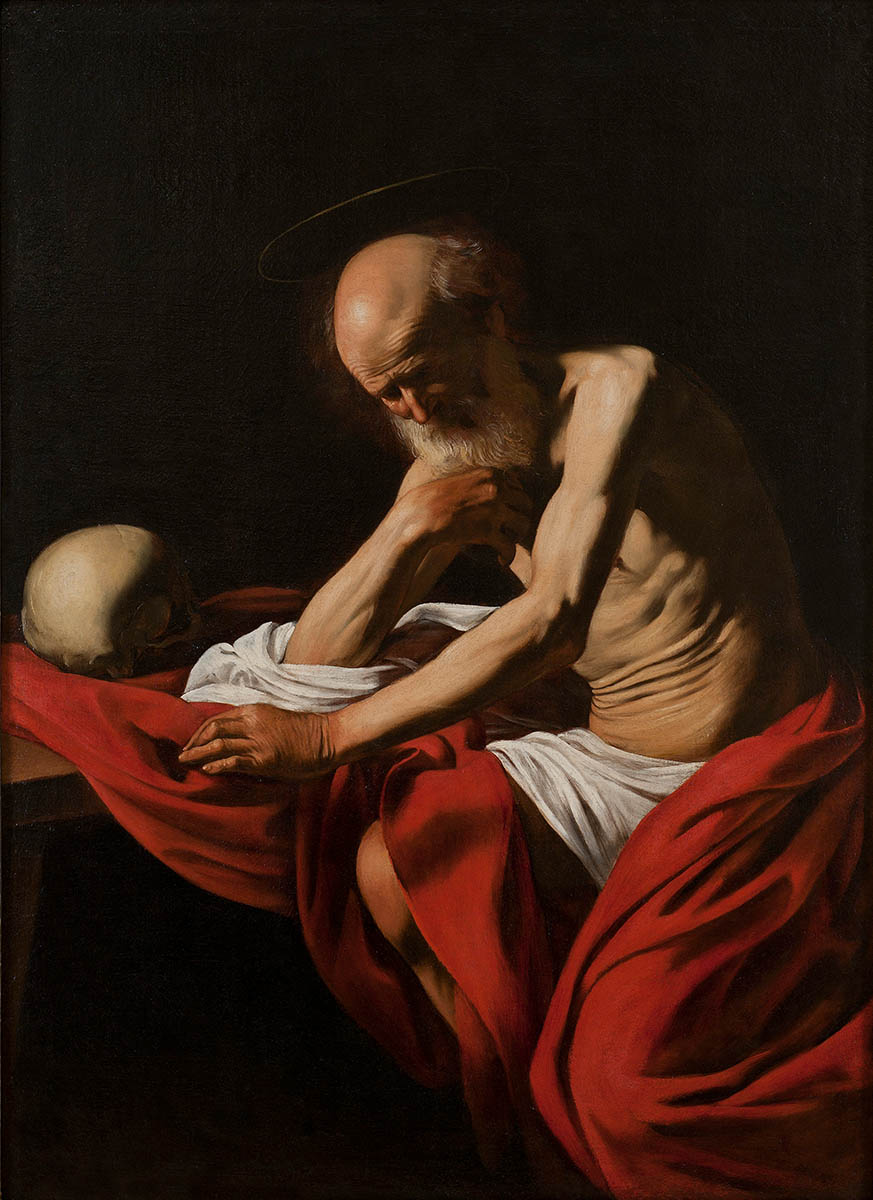
San Jerónimo en meditación, de Caravaggio, ca. 1605. La escena se desarrolla en un interior (al gusto del autor, con "luz de sótano").
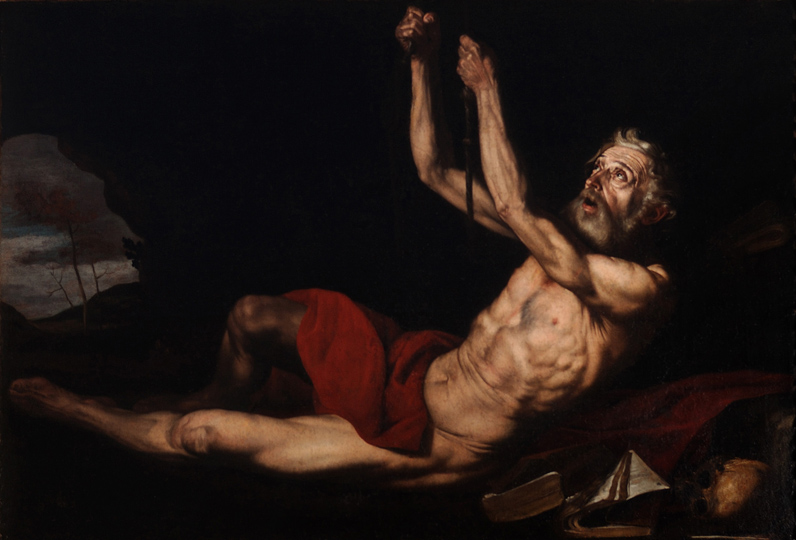
San Jerónimo penitente (Ribera, Zaragoza), ca. 1630-1640.
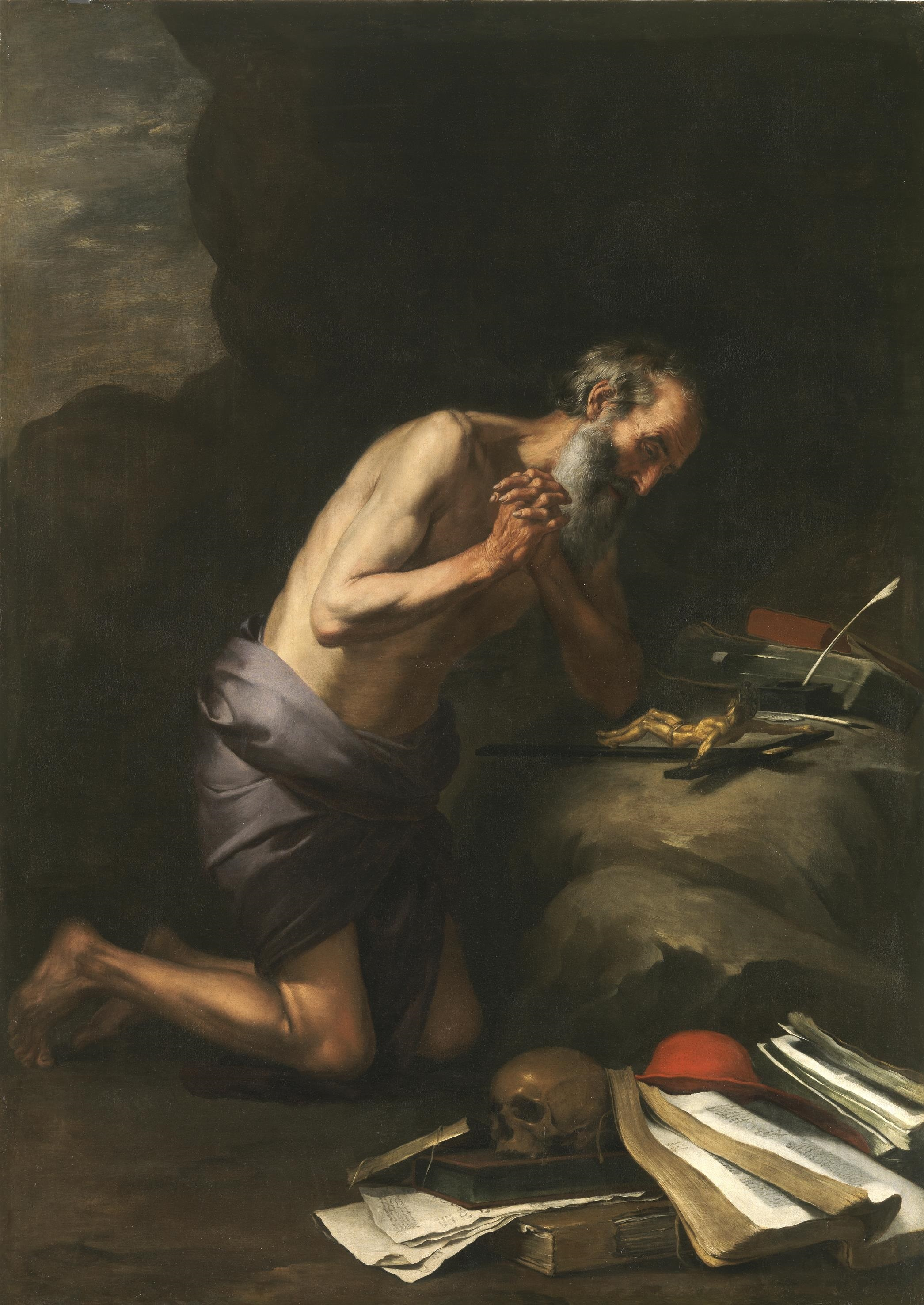
San Jerónimo (Murillo), ca. 1650. Se indica el "homenaje" del autor al estilo de José de Ribera.
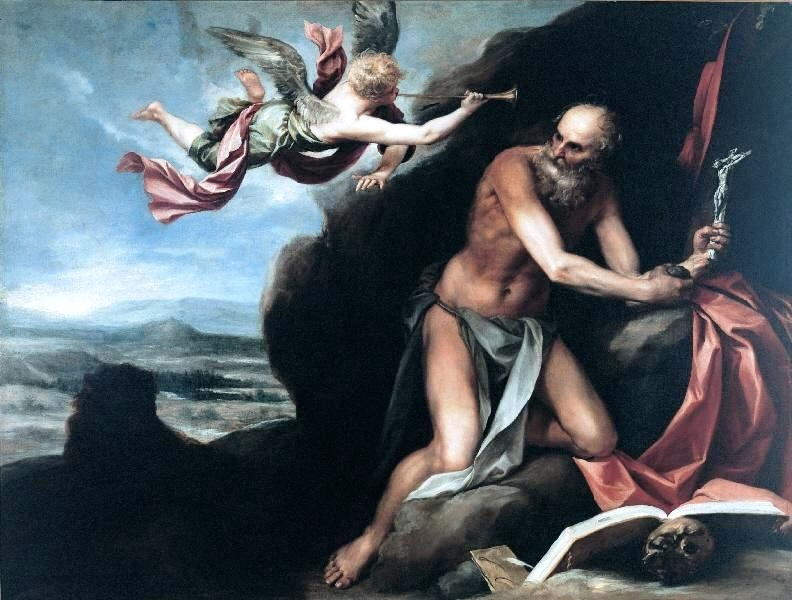
San Jerónimo penitente en el desierto, de Alonso Cano, ca. 1660. A los elementos habituales de la iconografía (medita semidesnudo ante la cruz mientras empuña una piedra con la que se está mortificando, y a sus pies un libro abierto está sujeto por una calavera que hace de atril) se añade un ángel tocando la trompeta del Juicio Final, la "visión de San Jerónimo".

### Escultura

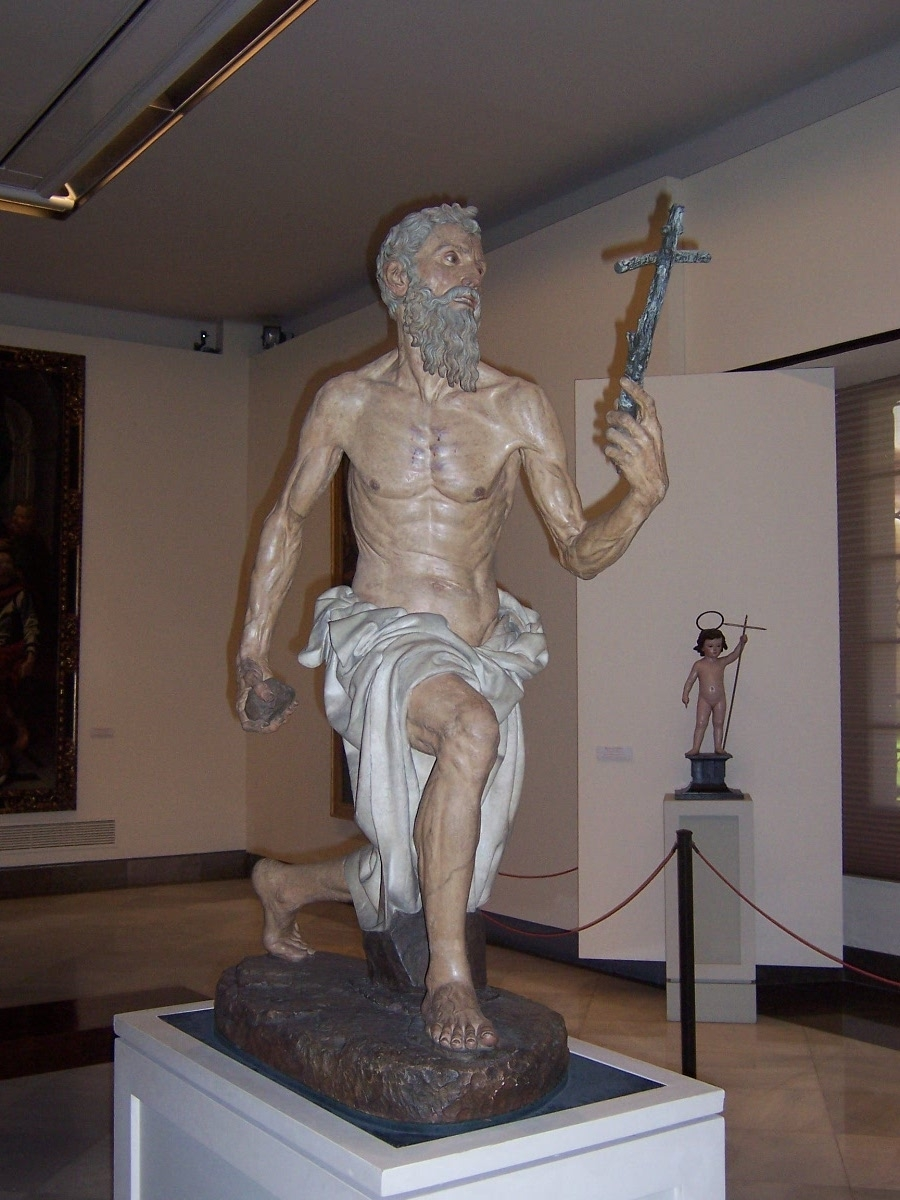
San Jerónimo (Pietro Torrigiano), primer tercio del siglo XVI.
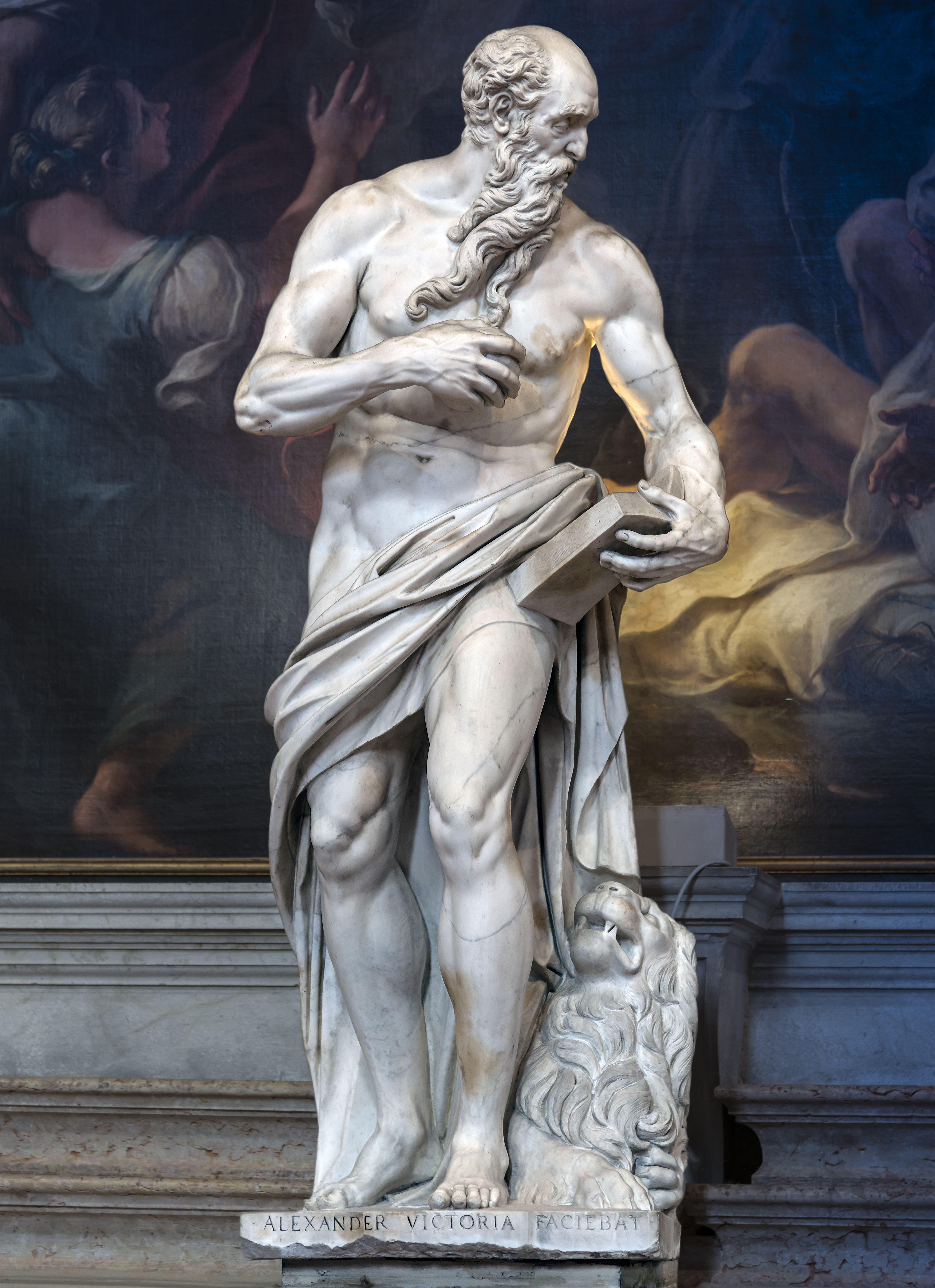
Alessandro Vittoria, en la Basilica di Santa Maria Gloriosa dei Frari, 1564.
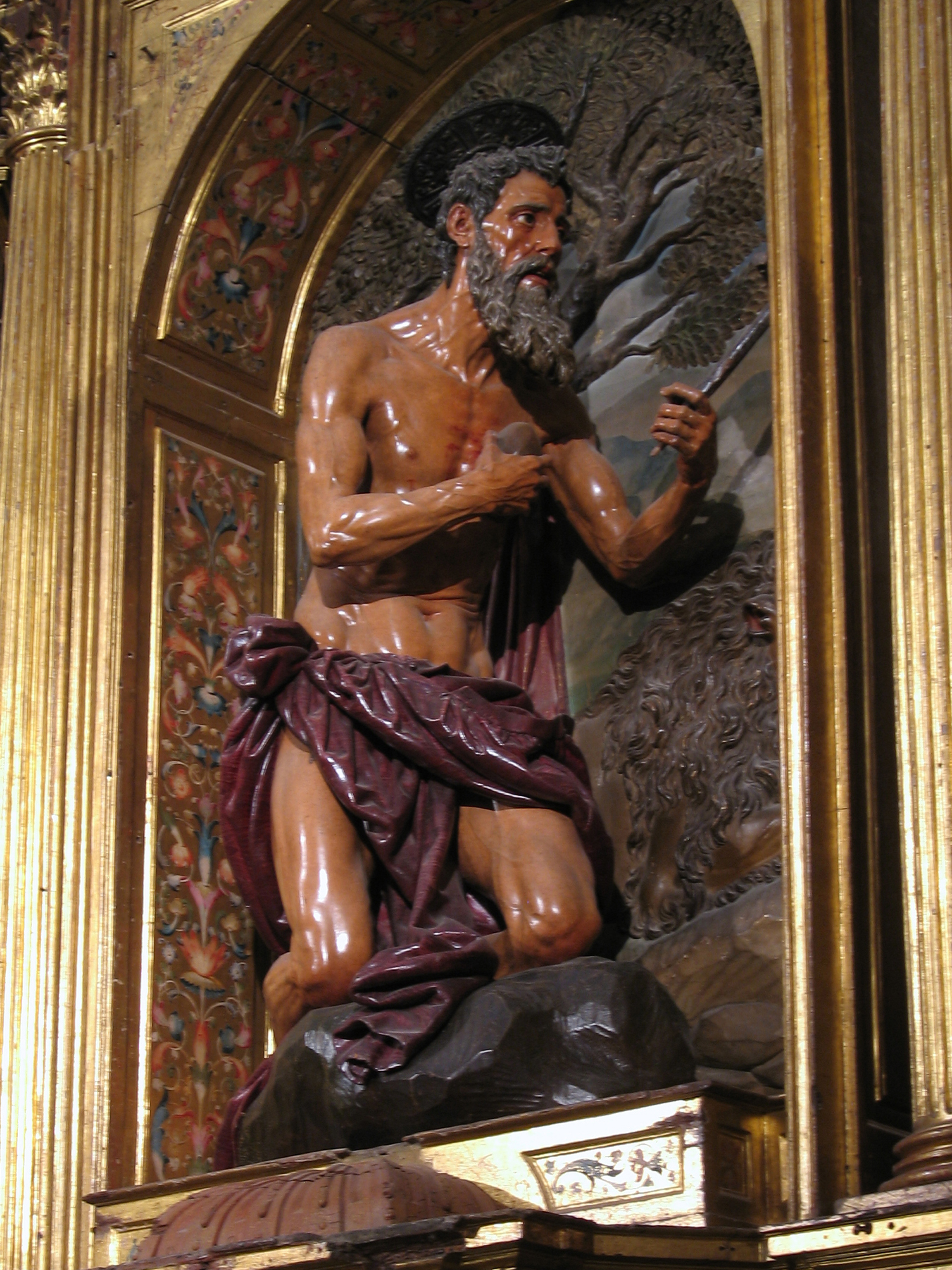
Juan Martínez Montañés, 1613, monasterio de San Isidoro del Campo.
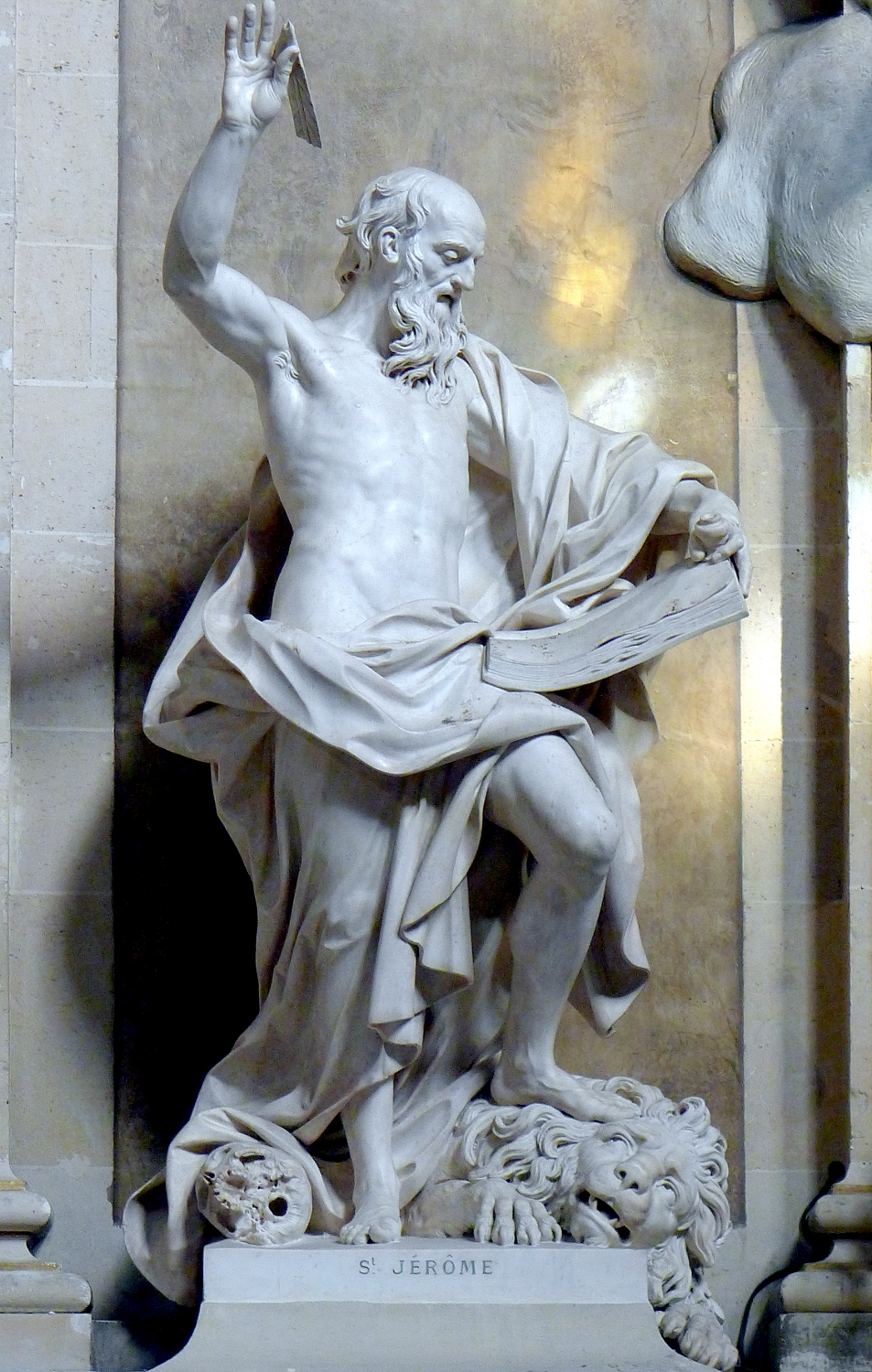
Lambert Sigisbert Adam, iglesia de San Roque de París,[25] 1752.
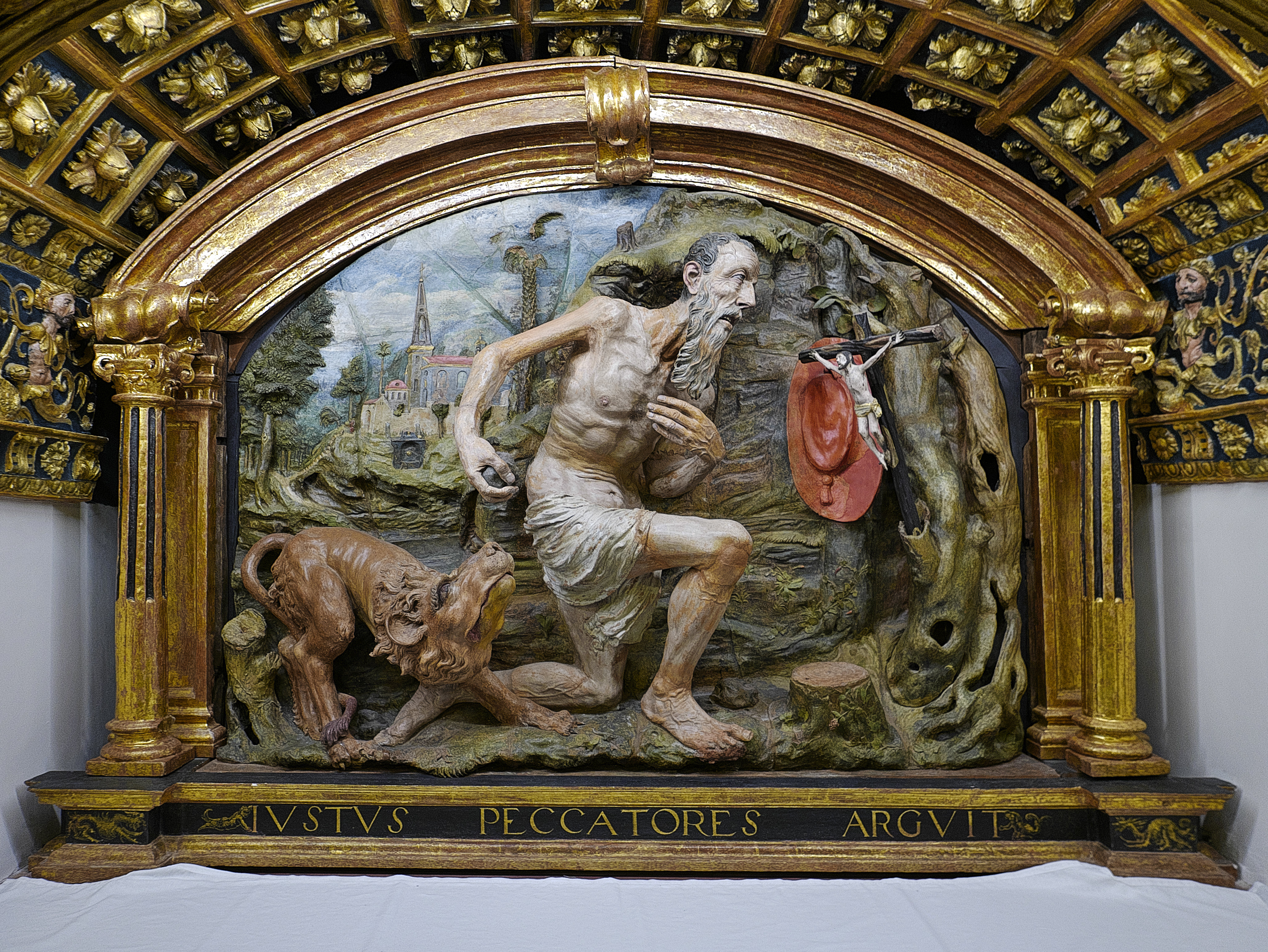
Altorrelieve de la Colegiata de Osuna